# Juan José González Rivas
Juan José González Rivas (Àvila, 10 de maig de 1951), jurista i magistrat espanyol, és magistrat del Tribunal Suprem i magistrat (des de 2012) i president (des de 2017) del Tribunal Constitucional d'Espanya.

## Biografia
Va cursar els estudis de Batxillerat al Real Colegio de las Escuelas Pías de San Fernando de Madrid i els universitaris a la Facultat de Dret de la Universitat Complutense de Madrid. És doctor, des de l'any 1981, per la mateixa universitat on va presentar la tesi doctoral sobre el tema Justícia Constitucional: Dret Comparat i Espanyol.
L'any 1975 ingressà a la carrera judicial per oposició i va ser jutge destinat al Jutjat de Primera Instància i Instrucció de Piedrahíta (1976-81) i de Salas de los Infantes (1981). El 1981 va ser promogut a la categoria de magistrat i fou destinat a l'avui extingida Audiència Territorial de Barcelona (1981-82). Continuà la carrera judicial com a la Sala Contenciosa-Administrativa de l'Audiència Territorial de Palma (1982-87) i a la Sala quarta, dins el mateix orde jurisdiccional, de l'Audiència Territorial de Madrid (1987-89) fins que es va constituir l'única sala d'aquest orde jurisdiccional al Tribunal Superior de Justícia de Madrid on va passar a exercir diferents responsabilitats com a magistrat (1989-92).
Paral·lelament, va ser lletrat del Ministeri de Justícia d'Espanya (1979-80) destinat a la Secretaria General Tècnica del departament i després de superar els corresponents concursos va ser nomenat facultatiu del Consell General del Poder Judicial (1981-82) i, des de 1982, lletrat de carrera al servei del Tribunal Constitucional on fou designat secretari general de l'organisme l'any 1986.
L'any 1992 va ser nomenat magistrat amb destinació al Gabinet Tècnic d'Informació i Documentació del Tribunal Suprem d'Espanya. El 1997 va ser promogut a la categoria de magistrat del Tribunal Suprem on l'any 2009 fou escollit membre de la Sala de Govern del Tribunal.
A proposta del Congrés dels Diputats va ser nomenat magistrat del Tribunal Constitucional d'Espanya l'any 2012, càrrec del qual va prendre possessió el dia 23 de juliol. Durant el seu mandat destaca el seu vot particular amb relació a la sentència que avalava la legislació reguladora del matrimoni homosexual a Espanya on va manifestar que la unió entre persones del mateix sexe com a matrimoni desnaturalitzava l'essència de la institució.
El 22 de març de 2017 va ser elegit president del Tribunal Constitucional.

## Publicacions
Entre les diferents publicacions que ha escrit o on ha participat destaquen les següents obres elaborades amb exclusivitat:
- Justícia Constitucional: Dret Comparat i Espanyol (1985)
- Estudi jurisprudencial de l'acte administratiu (1989)
- Temes de Dret Constitucional (1989)
- Estudi-comentari jurisprudencial de la Llei de la Jurisdicció Contenciosa-Administrativa (1990)
- Estudi-comentari jurisprudencial de la protecció constitucional dels Drets fonamentals (1992)

## Premis i condecoracions

### Premis
- Primer Premi Poder Judicial del Consell General del Poder Judicial (1984)

### Condecoracions
- Medalla al Servei Jurídic de l'Estat (1981)
- Medalla del Tribunal Constitucional (1990)
- Medalla de l'Escola Gallega d'Administració Pública (1994)
- Medalla de la Societat d'Estudis Internacionals (1996)
- Medalla commemorativa del IV Centenari del Col·legi d'Advocats de Madrid (1998)
- Medalla commemorativa del Centenari del Col·legi de Metges de Madrid (1998)
- Medalla de la Universitat d'Almeria (2001)
- Creu al mèrit policial amb distintiu blanc (2003)
- Medalla commemorativa de pertinença durant 25 anys a la Mutualitat General de l'Advocacia (2011)